# Station Kortenbos
Station Kortenbos is een voormalig spoorwegstation langs spoorlijn 21 (Landen-Hasselt) in Kortenbos, een gehucht van de stad Sint-Truiden. Het was een kruisingsstation op de enkelsporige lijn. In 1957 werd het station gesloten en n.a.v. de elektrificatie van de spoorlijn werd het kruisingsspoor opgebroken.
0,0: Landen ·
2,2: Attenhoven ·
5,4: Velm ·
7,9: Halmaal ·
10,7: Sint-Truiden ·
13,1: Bornedries ·
15,5: Senselberg ·
17,3: Kortenbos ·
20,6: Hendrikstraat ·
22,3: Alken ·
23,9: Sint-Lambrechts-Herk ·
28,6: Hasselt